# Güttach
Güttach is een nederzetting in het Zwarte Woud in het zuidwesten van Duitsland. 
Het gehucht Güttach is een openluchtmuseum, waar alle oude hoeves en chalets uit de streek zijn bijeen gebracht, net als bijvoorbeeld de boerderijen in Bokrijk in België en in het Weald and Downland Open Air Museum in West Sussex in Zuid-Engeland. De ingang tot het museum ligt over de spoorweg van Hornberg naar Triberg. 
De grootste chalethoeve dateert uit de 16e eeuw, ongeveer 1550, en herbergt bijna alle functies. Op het gelijkvloers zijn de woonruimtes, een grote keuken, bakkerij, naaiatelier, melkerij en een kamer voor de aanmaak en opslag van kaas, een smederij en een aanpalende houtzagerij uit de 17e eeuw. Op de zolder staan de koetsen, karren en allerhande materieel voor de landbouw. Ook stonden in de winter de koeien op zolder. 
De grote chalethoeve stond met zijn achterkant tegen de alm gebouwd, zodat het brede puntdak vanop de bergheuvel alleen met de ingangspoort voor de stallingen te zien is. Daar kwam het vee, door de poort op de zolderverdieping, binnen en overwinterde daar. Op de zolder werd er in de winter gemolken en het vee verzorgd. De beige Alpenkoeien worden regelmatig geroskamd en gereinigd tegen de vliegen. Want daar hadden het vee en de bewoners last van, door de mest van het vee, dat in goten op zolder werd afgevoerd naar de lagergelegen mestputten. 
De bewoners konden in de winter van de buitenwereld afgezonderd zijn door de vele metersdikke sneeuw. Zij konden gemakkelijk overwinteren en overleven, zonder ooit buiten te komen.
De houtzagerij uit de 17e eeuw staat vlak naast de snelstromende brede beek waar met behulp van een waterrad, het zaagmechanisme in werking bracht. Grote boomstammen werden door de waterkracht verzaagd tot planken.

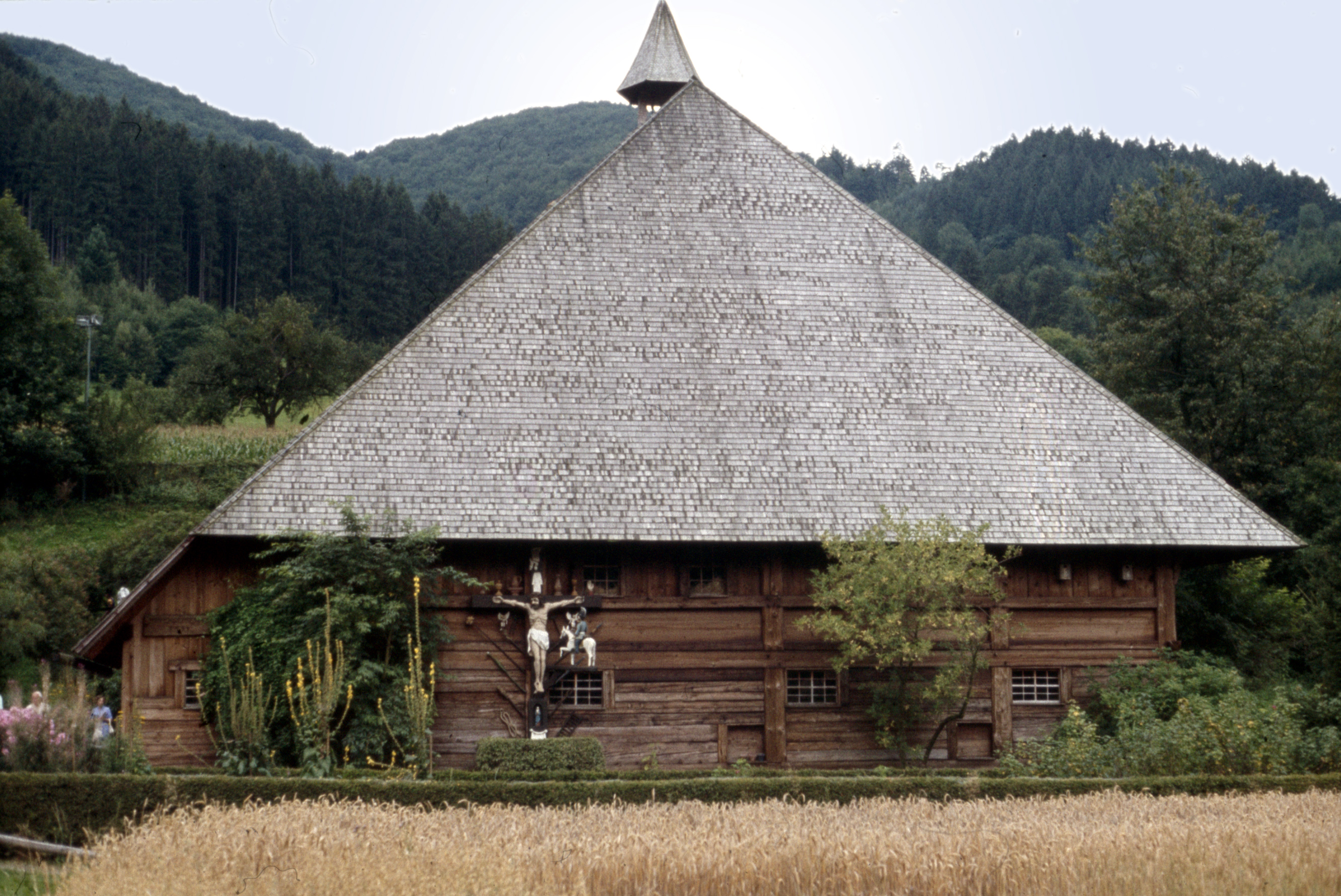
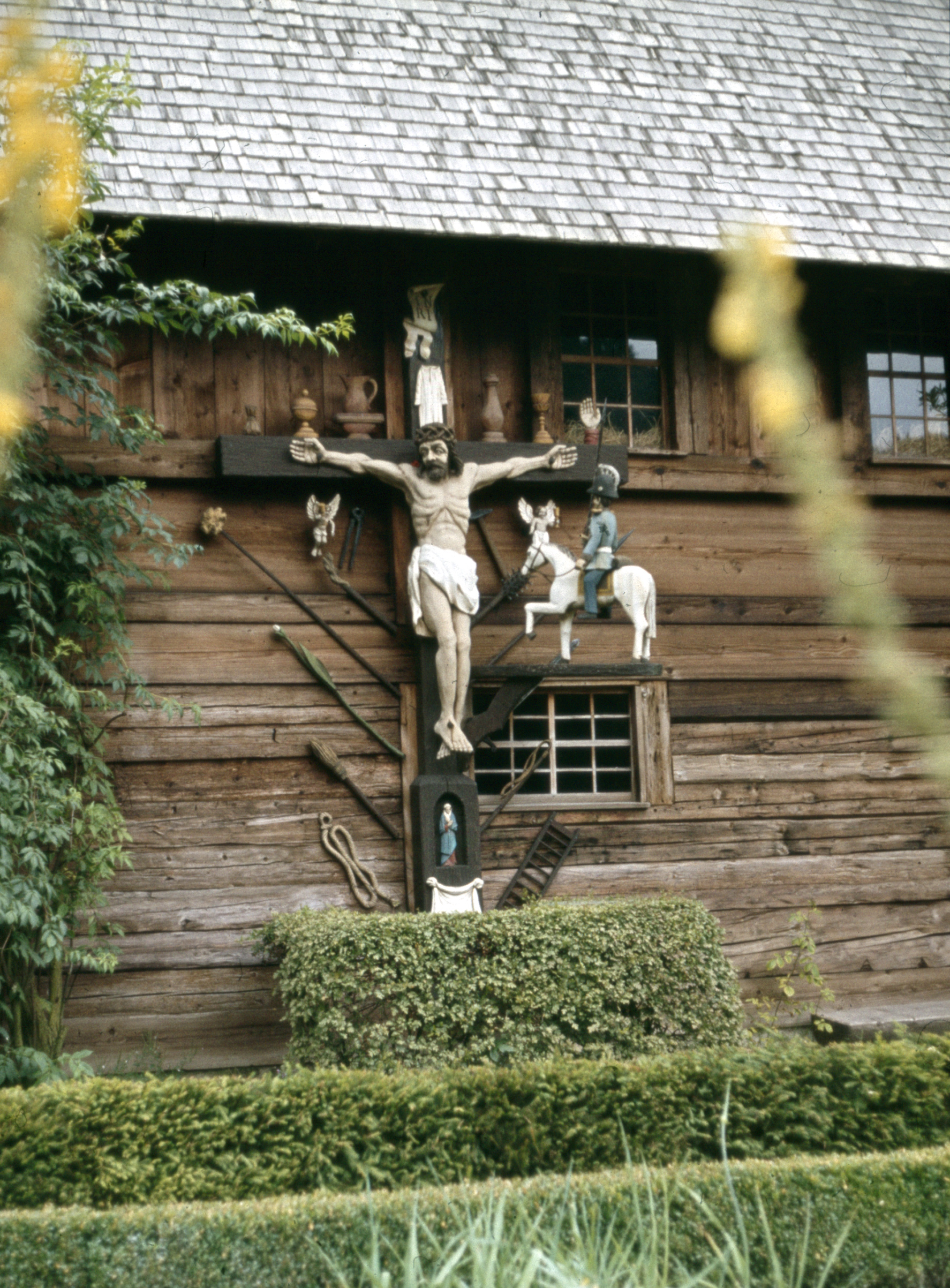
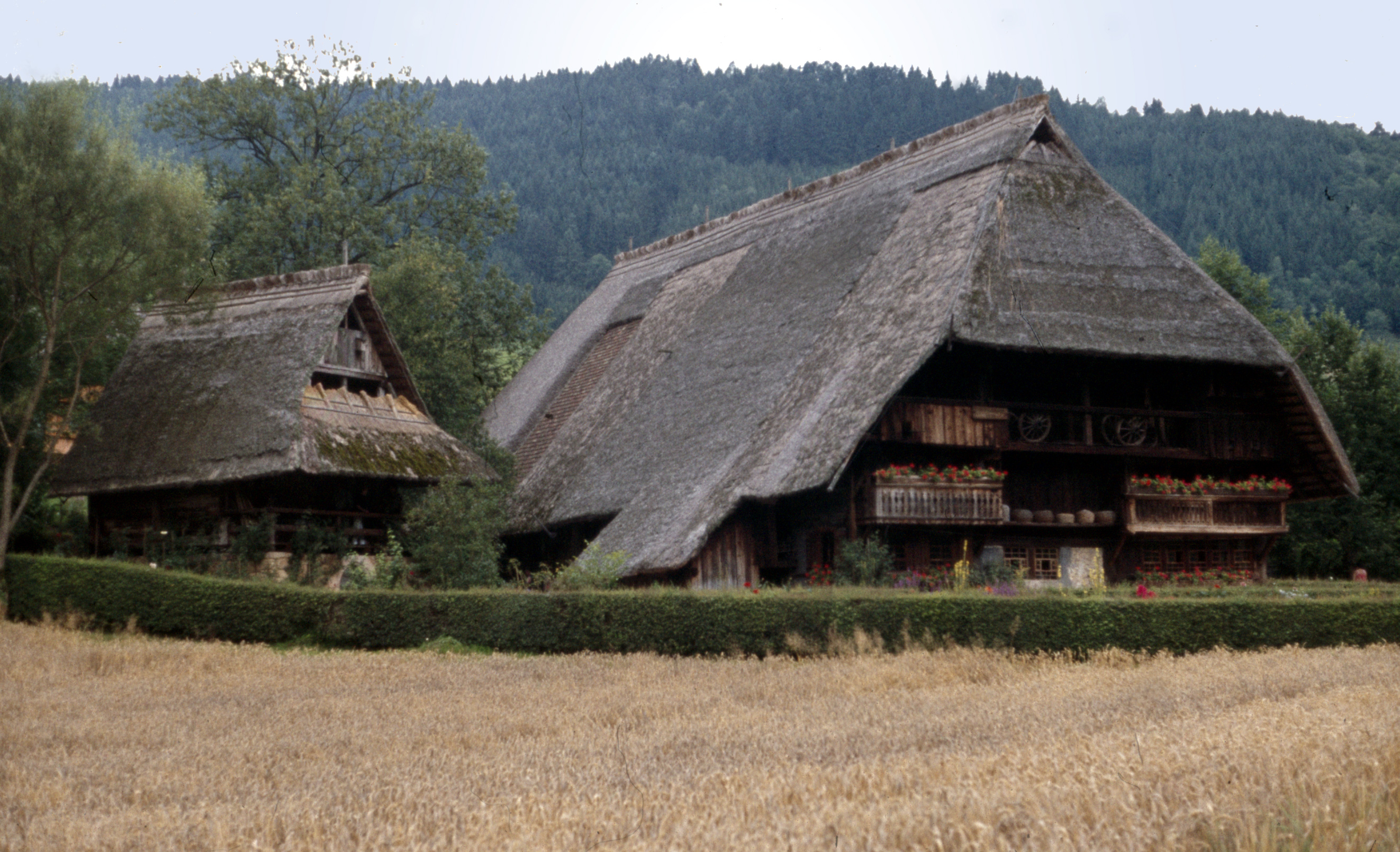
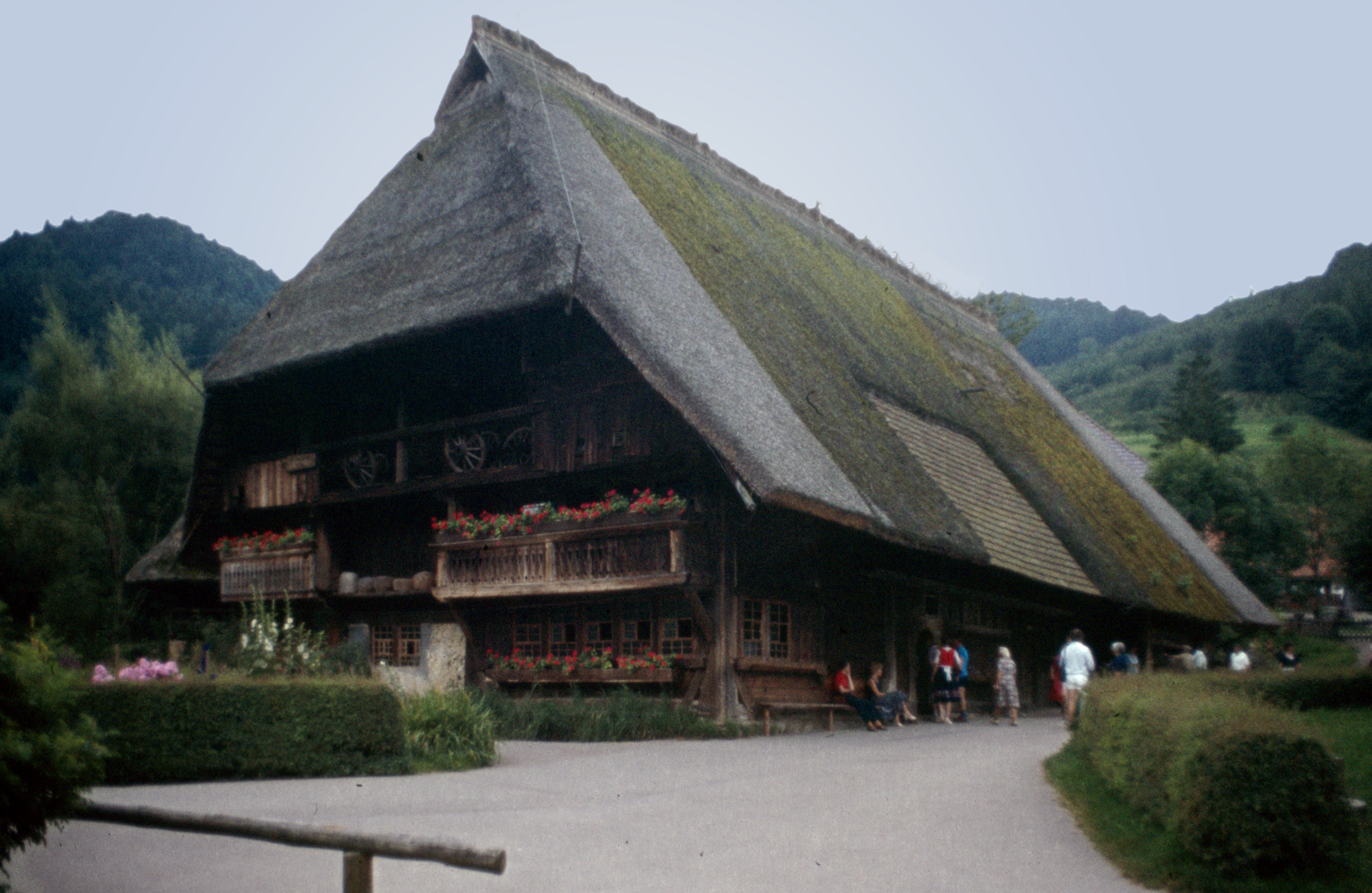
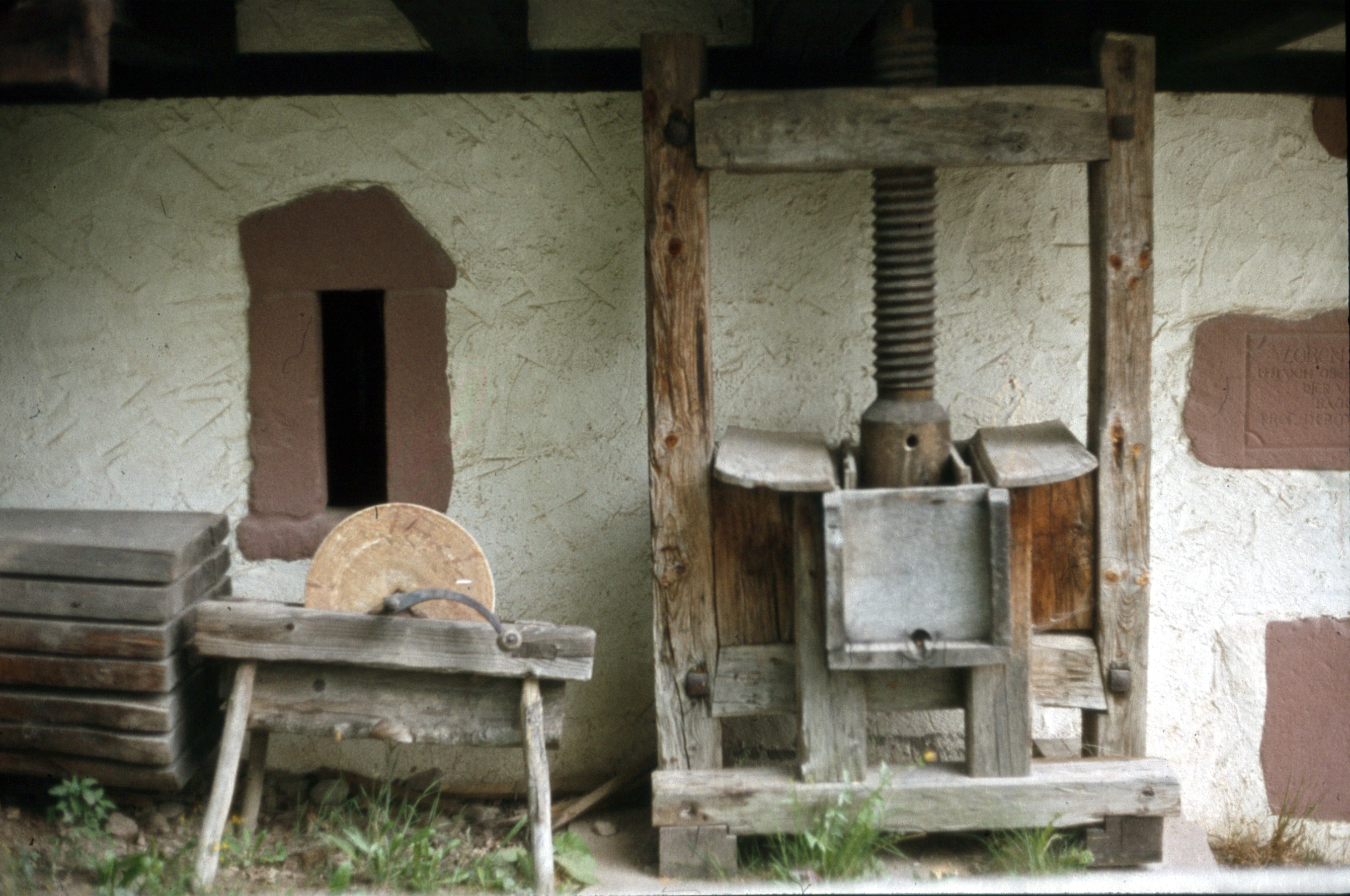
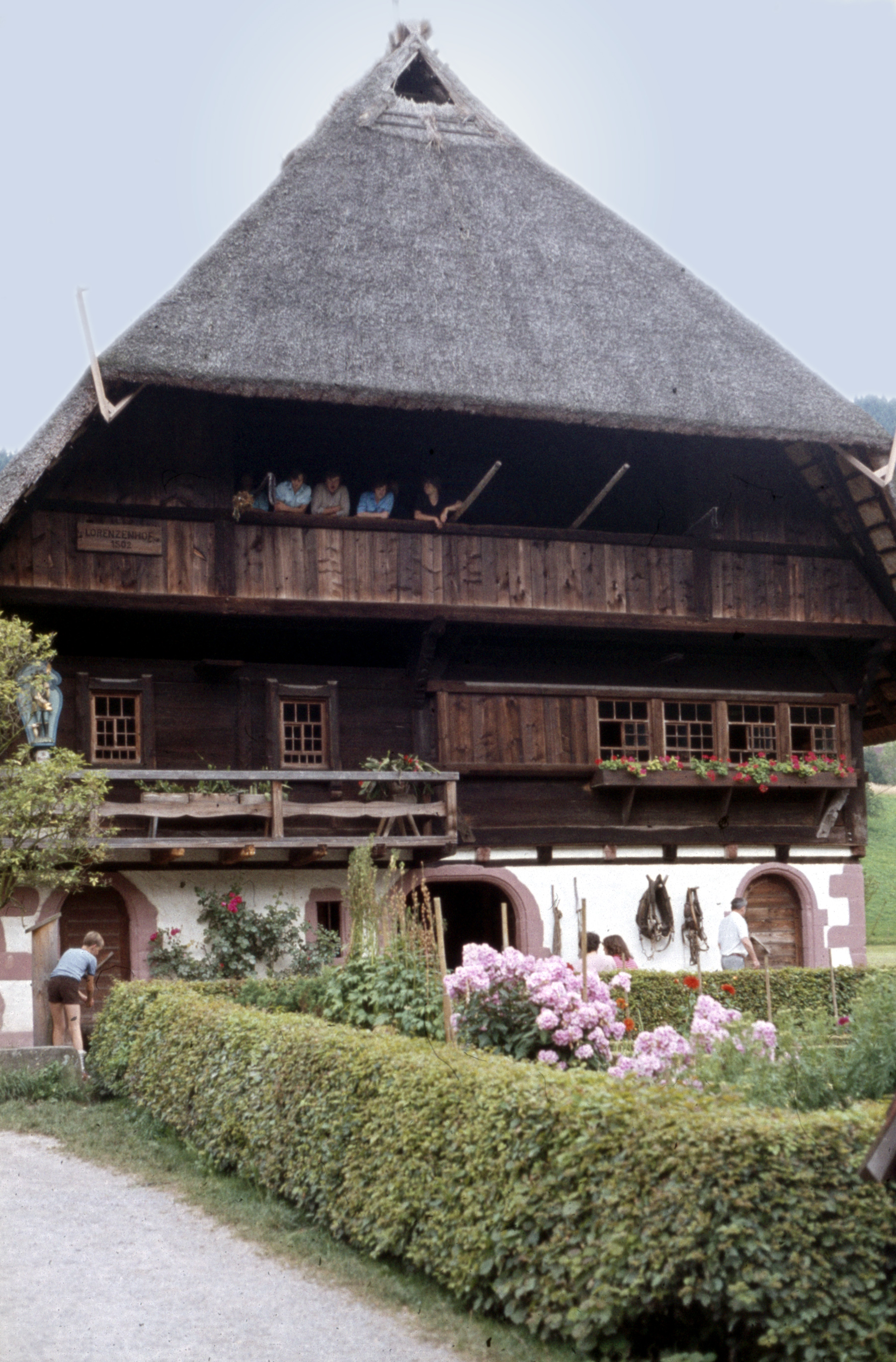
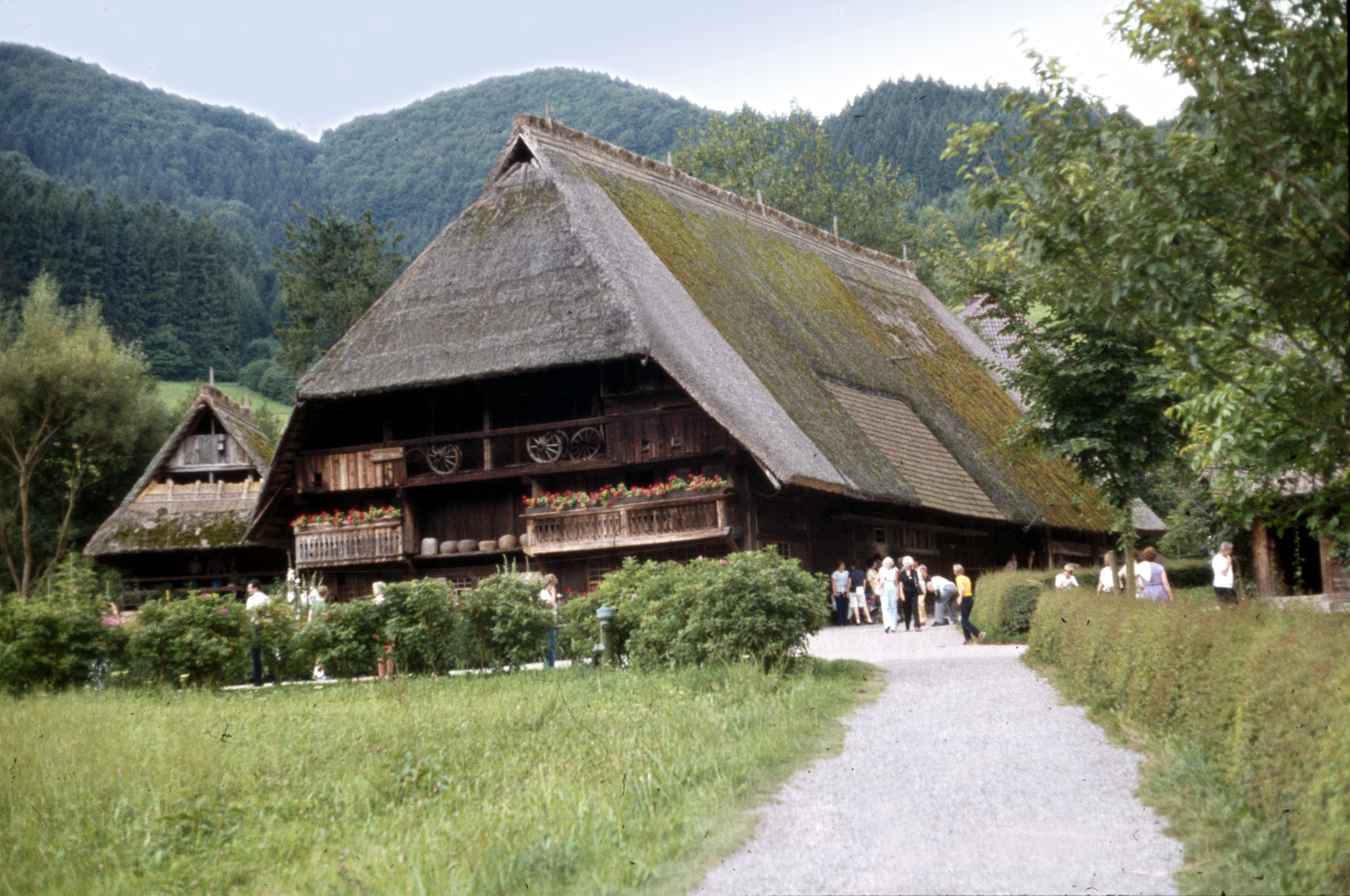
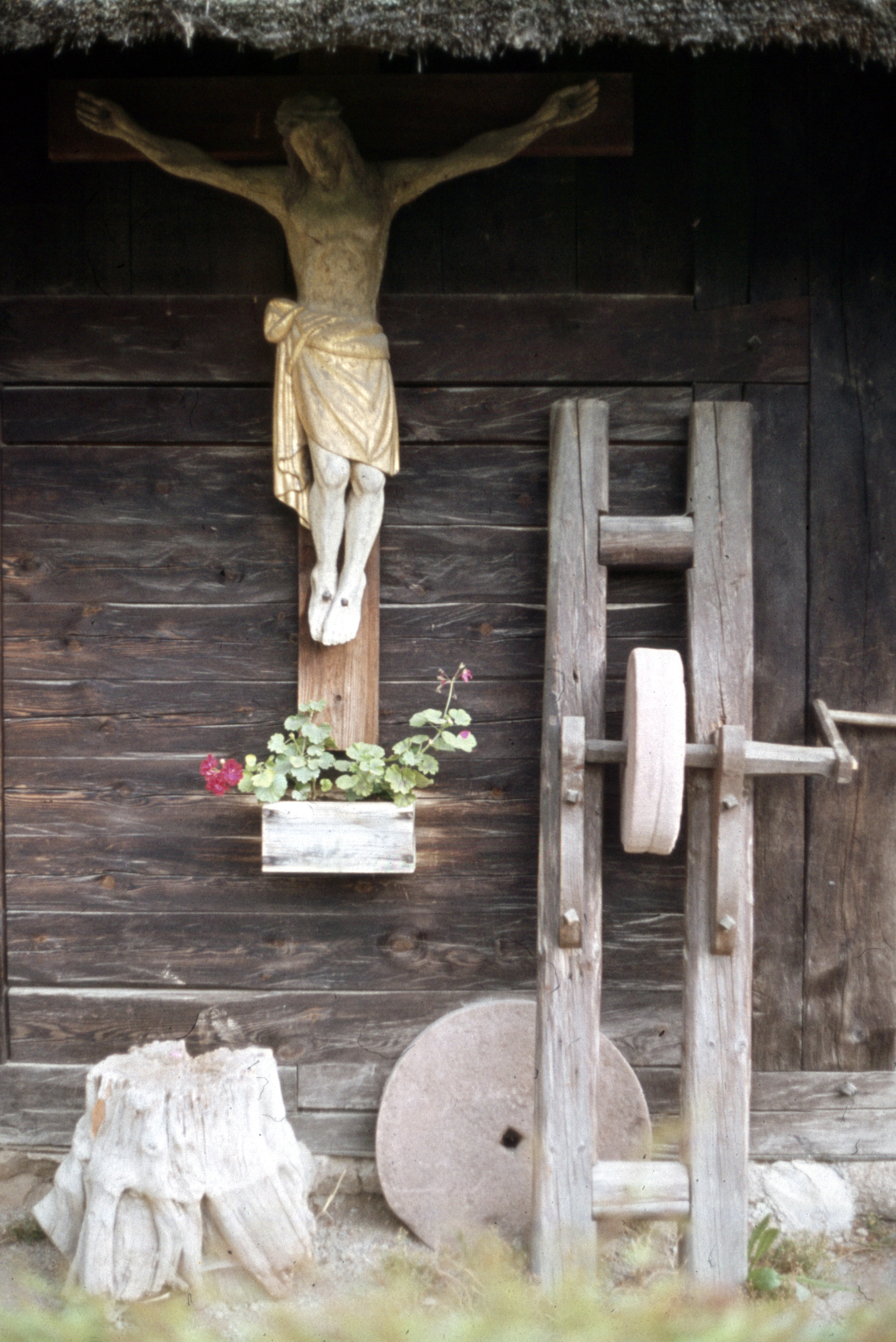